# Валентина Хамайко
Валентина Хамайко (нар. 11 лютого 1982, м. Київ, Україна) — українська акторка, телеведуча та письменниця. Ведуча каналу 1+1 Україна, проєкту «Хоробрі серця» з Ахтемом Сеітаблаєвим та ранкового проєкту «Сніданок з 1+1». Менторка проєкту «Гай дитячих снів». Лекторка 1+1 Media School, кураторка курсу «Ведучий» для дітей.
Майстриня кулінарної та кондитерської справи — авторка кулінарної книги-бестселлера «Солодка неділя». Бізнесвумен, співзасновниця бренду одягу TAIYŌ. Підтримує благодійні справи та ініціативи.

## Життєпис
Народилася 11 лютого 1982 року в місті Київ, в сім'ї фармацевтів. У дитинстві мріяла стати акторкою, але після школи вступила до медичного, на фармацевтику.
Займалася модельним бізнесом з 14 років. У 2001 році стала найкращою моделлю року в Україні і виграла приз «Чорна перлина».
У 2004 році закінчила Національний медичний університет імені О. О. Богомольця. З 2005 року знімалась в кіно та серіалах. Працювала ві-джейкою телеканалів М1 та М2, ведучою програми «Справжні лікарі» (телеканали «1+1», «Сіті»).
З 2016—2023 — ведуча ранкового шоу «Сніданок. Вихідний» на телеканалі «1+1».
У своєму захопленні випічці стала професіоналкою, навчалася за кордоном та в Україні, здобула сертифікати спеціаліста з пекарського мистецтва французького та британського зразків. У 2017 році на форумі видавців у Львові презентувала кулінарну книгу «Солодка неділя», де зібрала 58 рецептів солодкого.
Валентина співає, брала участь в проєкті «Маскарад» (2021 рік), грає на бандурі.
Влітку 2022 року разом з колегами започаткувала модний бренд TAIYŌ.
З 2024 — ведуча «Сніданок з 1+1». З березня 2024 — ведуча проєкту «Хоробрі серця» на 1+1 Україна, в парі з Ахтемом Сеїтаблаєвим.
Одружена з підприємцем, віцепрезидентом Федерації тріатлону України, екскомандиром роти ударних БПЛА 68-ї окремої єгерської бригади Андрієм Оністратом, який зараз служить в ЗСУ. Разом виховують 4 дітей: Соломію (2009), Михайла (2011), Мирославу (2013) і Андрія (2018). Свого часу відмовилась від няні, вирішивши створити міцні зв'язки з дітьми. Живе у передмісті Києва, має невеличку ферму, город і 3 собак.

## Кіно
| Рік  | Кіно та роль                                | Рік  | Кіно та роль                  |
| ---- | ------------------------------------------- | ---- | ----------------------------- |
| 2017 | Що робить твоя дружина — ''Алла Морозова''  | 2007 | Дурна зірка — телеведуча      |
| 2010 | Брат за брата Вероніка                      | 2006 | Янгол охоронець — Маша        |
| 2009 | Дві сторони однієї Анни співробітниця офісу | 2006 | Все враховано — Діна          |
| 2008 | Хороші хлопці — епізод                      | 2005 | Сестри по крові — журналістка |
| 2008 | Сила тяжіння — Жанна                        | 2005 | Зцілення любов'ю — Ксюша      |
| 2008 | Рідні люди — Даша                           |      |                               |

## Телешоу
| Рік        | Телешоу                                | Рік  | Телешоу                 |
| ---------- | -------------------------------------- | ---- | ----------------------- |
| 01.04.2024 | Пісня мого життя (учасниця одноразово) | 2021 | шоу Маскорад (учасниця) |
| 2024-зараз | Хоробрі серця                          |      |                         |
| 2016-зараз | Сніданок з 1+1                         |      |                         |